# La chitarra fingerpicking di Stefano Rosso
La chitarra fingerpicking di Stefano Rosso è il settimo album in studio del cantautore italiano Stefano Rosso, pubblicato nel 1983.

## Descrizione
Questo è un album atipico nella discografia di Stefano Rosso, in quanto si tratta di un lavoro interamente strumentale, dove il cantautore dà spazio alla sua abilità nella chitarra finger picking rielaborando alcuni brani tradizionali (Buffalo gals e The entertainer) o di altri autori (Lady Madonna di John Lennon e Paul McCartney e Blues di George Gershwin) e scrivendo nuove musiche originali; queste ultime sono edite dalle Edizioni Musicali Anaconda (mentre Blues è edita dalle Edizioni Musicali Warner Bros. e Lady Madonna dalle Edizioni Musicali ATV Music).
Il disco è stato registrato nello studio Audiosound di Roma, ed il tecnico del suono è Cicci Santucci; la chitarra usata è una Eko modello Korral.
All'album è allegato un fascicolo, redatto dallo stesso Rosso, con le tablature dei brani ed una spiegazione sulle modalità del finger picking.
Il disco non è mai stato ristampato in CD.

## Tracce
Lato A
1. Blues for Gary – 2:29
2. Castles of Scotland – 4:09
3. Lady Madonna – 1:20
4. Blind Lemon Blues – 2:57
5. Chimes of Love – 3:00
6. Buffalo Gals – 1:32
7. Polka-Choro – 2:35

Durata totale: 18:02
Lato B
1. Fire on the Hill – 1:18
2. The Entertainer – 4:54
3. Feet-Flat – 1:30
4. Blues – 2:50
5. American's Tracy – 2:45
6. Nashville Rag – 1:49
7. Preludio n° 2 – 1:48
8. The Piper – 1:50

Durata totale: 18:44